# پالایشگاه گاز گچساران
پالایشگاه گاز گچساران یک پالایشگاه گاز در شهرستان گچساران واقع در استان کهگلویه و بویر احمد ایران است که گازهای ترش همراه نفت را به میزان ۲۶۰ میلیون فوت مکعب در روز از میدان نفتی گچساران و میادین نفتی مناطق اطراف گردآوری کرده و پس از پالایش از آنان از گوگرد، گاز طبیعی به‌دست آمده را به‌عنوان خوراک پتروشیمی، با یک خط‌لوله به مجتمع پتروشیمی بندرامام ارسال می‌کند. مالک این پالایشگاه شرکت بهره‌برداری نفت و گاز گچساران می‌باشد.